# Médaille Faraday
Pour les articles homonymes, voir Faraday.
Ne doit pas être confondu avec Prix Michael Faraday.
La médaille Faraday est la médaille la plus prestigieuse décernée par l'Institution of Engineering and Technology (en) (IET) (appelée auparavant l'Institution of Electrical Engineers (en)) et fait partie de la série des récompenses distribuées par la  IET. Elle porte le nom de Michael Faraday, le père de l'électromagnétisme, ingénieur, chimiste et inventeur de premier plan. 

## Contexte
La médaille est décernée chaque année à des personnes qui se sont distinguées soit par des réalisations scientifiques ou industrielles remarquables dans le domaine de l'ingénierie, soit par des services remarquables rendus au progrès de la science, de l'ingénierie et de la technologie, sans restriction de nationalité, de pays de résidence ou d'appartenance à l'institution. Le prix a été créé en 1922 pour commémorer le 50e anniversaire de la première réunion ordinaire de la Society of Telegraph Engineers. Chaque année, le lauréat reçoit son prix lors d'une cérémonie organisée à Londres par l'IET

## Récipiendaires

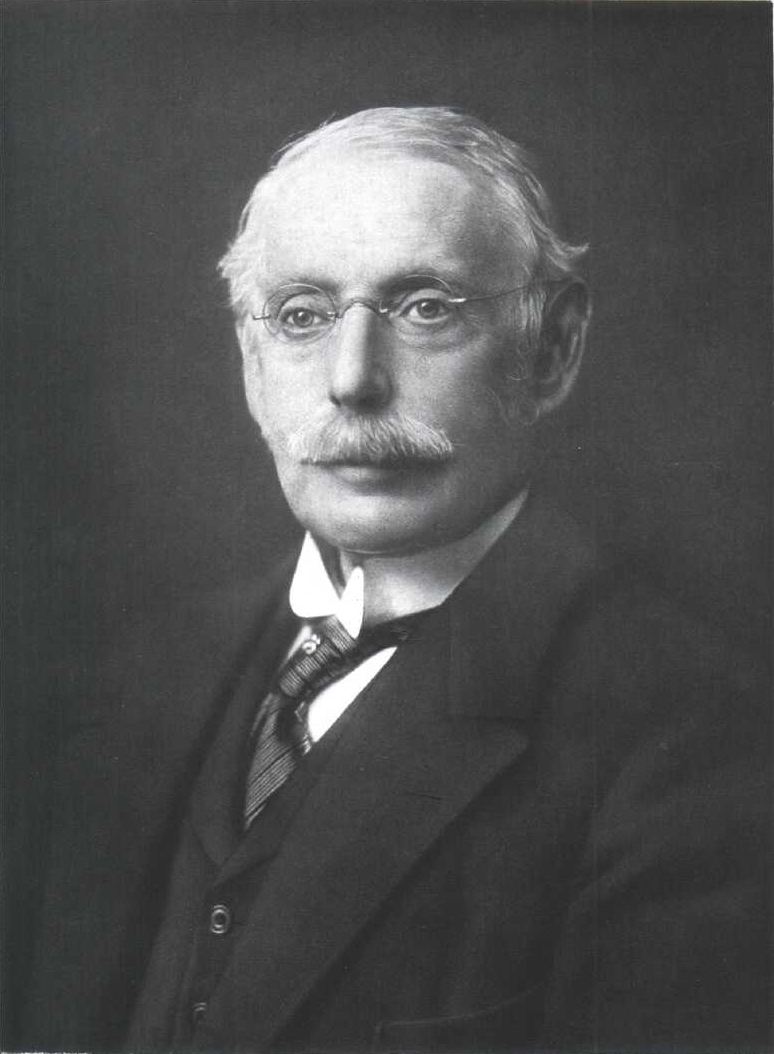
Parsons: Inventeur de la turbine à vapeur moderne, 1923
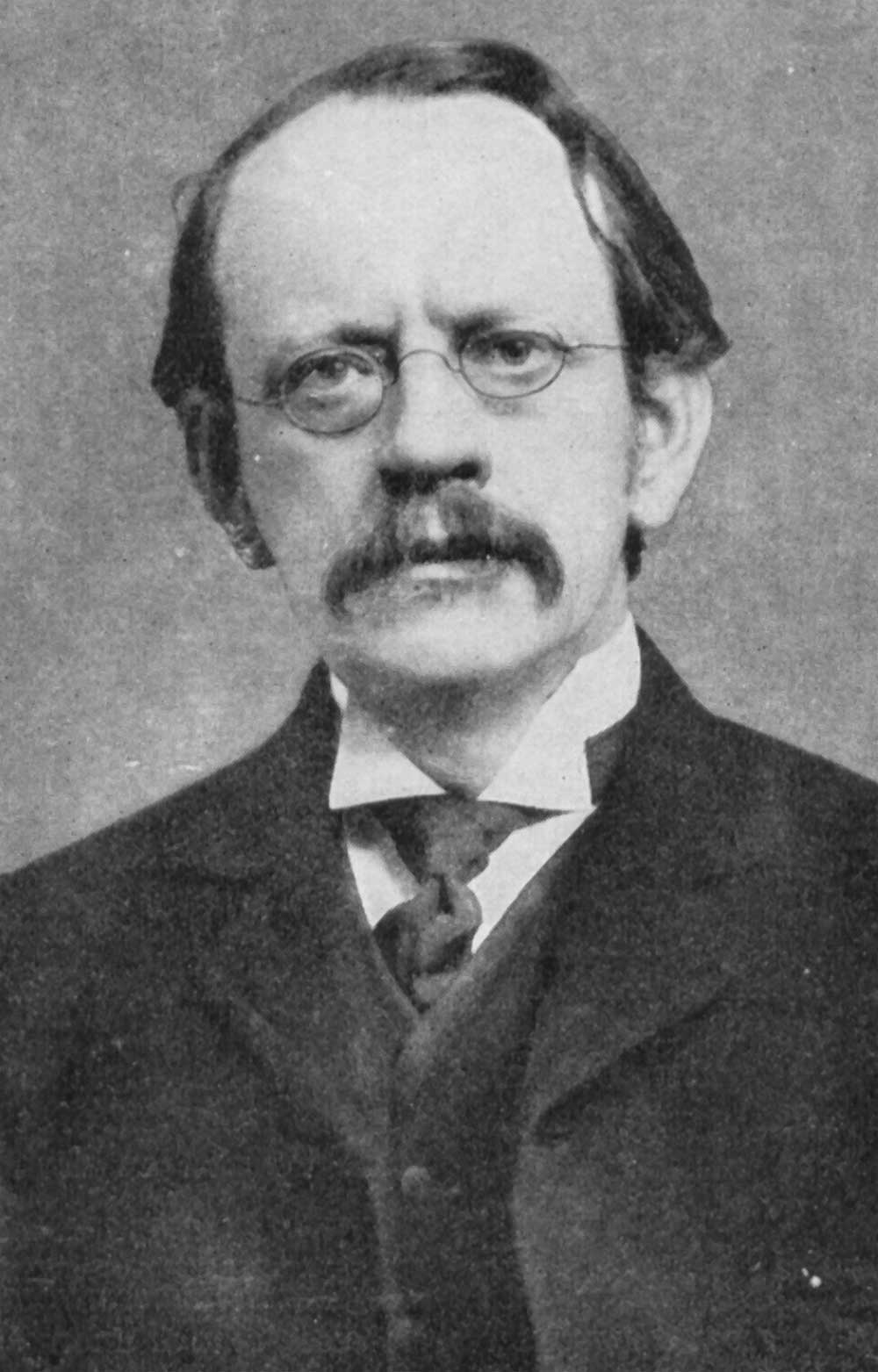
Thomson: Découverte des électrons, 1925
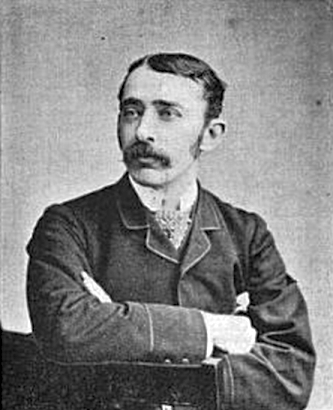
Fleming: Inventeur du tube à vide, 1928
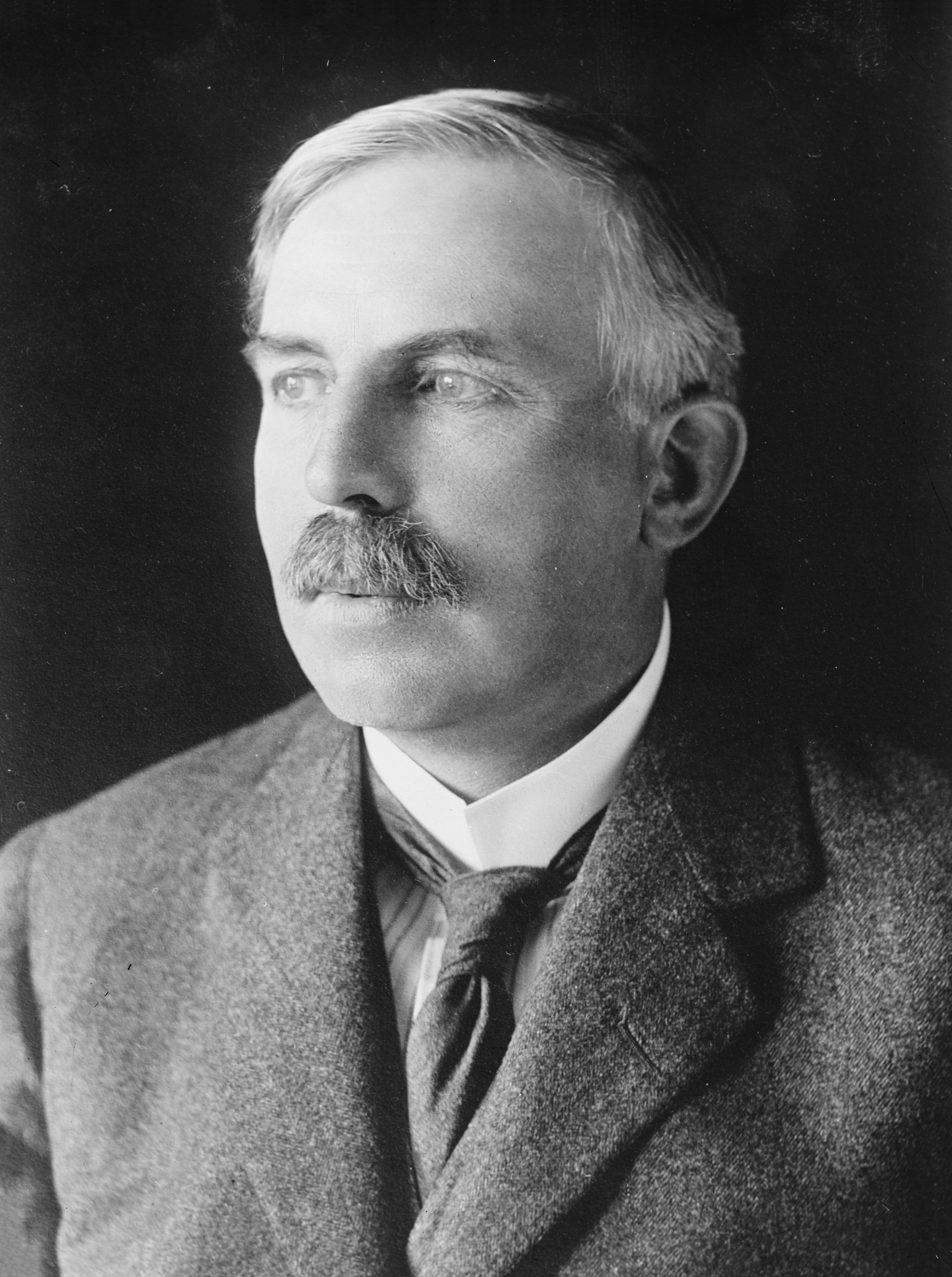
Rutherford : Découverte du modèle atomique, 1930
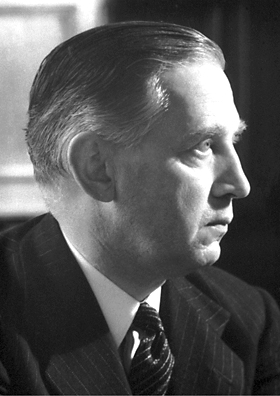
Appleton: Couche Appleton, 1946
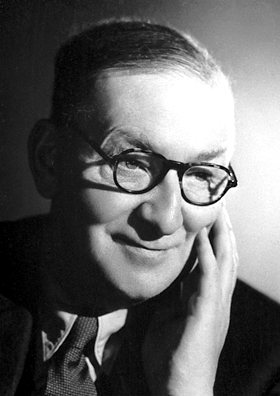
Cockcroft: Noyau nucléaire, 1955
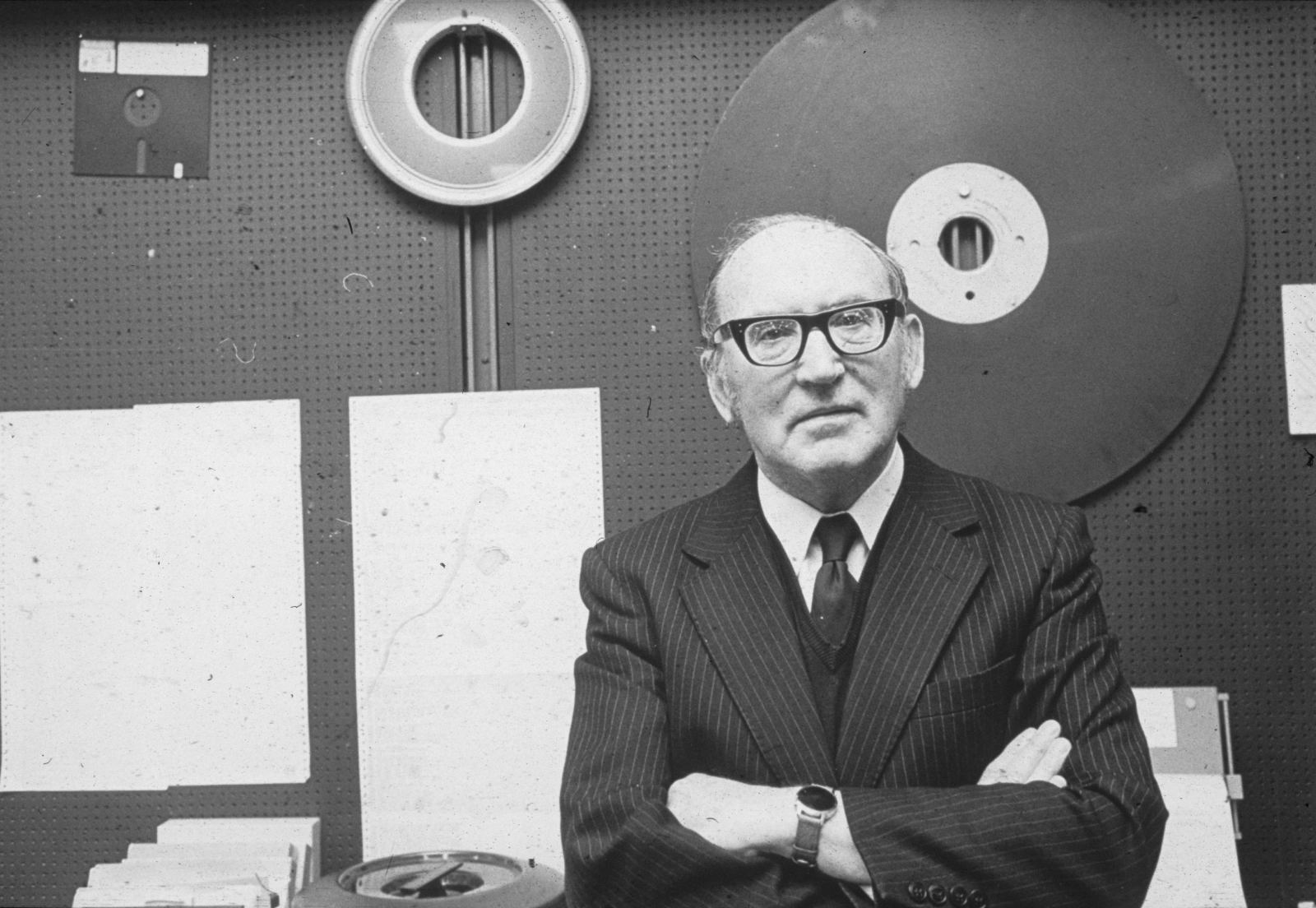
Wilkes: Premier ordinateur électronique, 1981
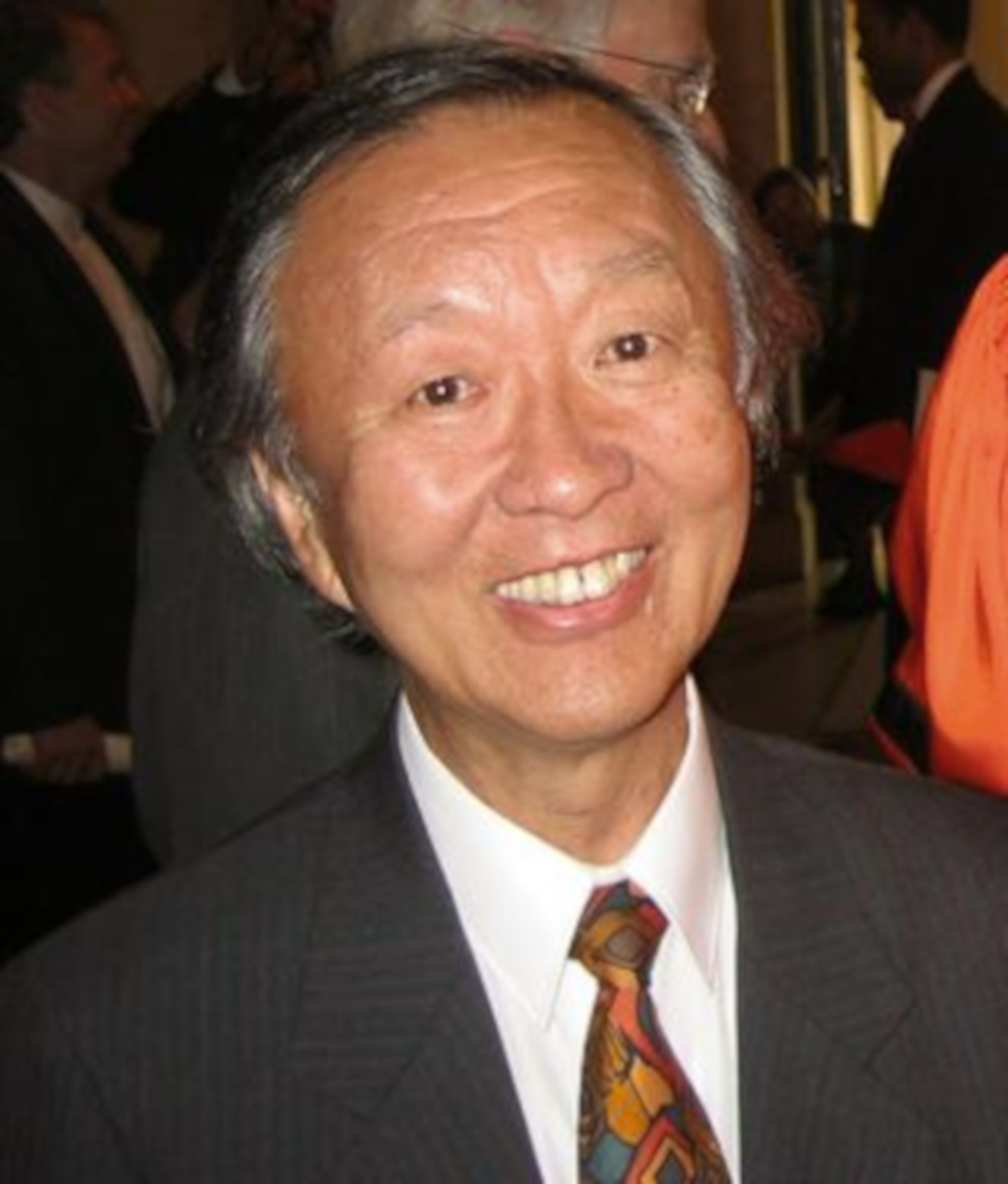
Kao:: Fibre optique, 1989
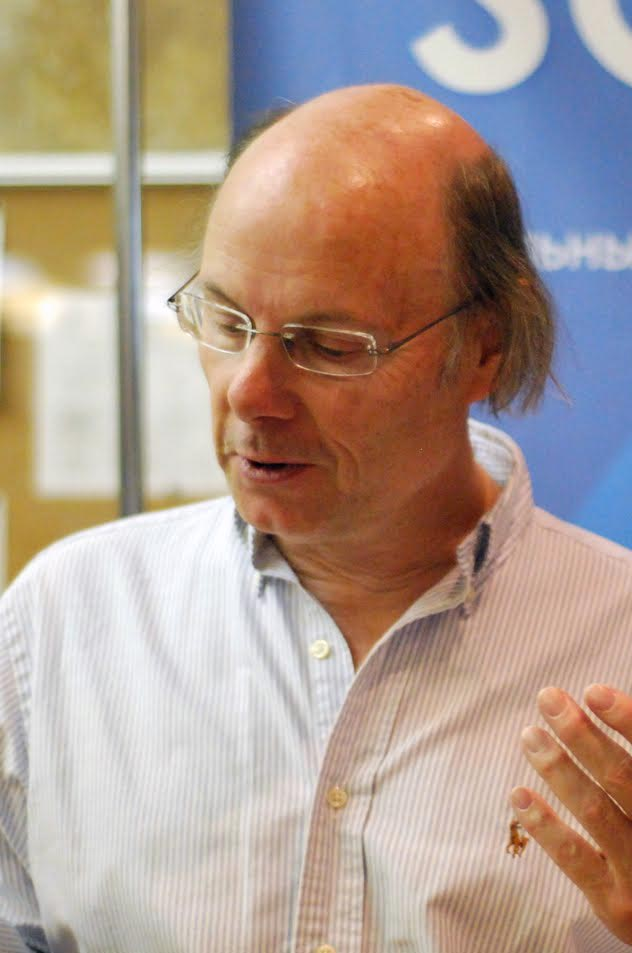
Stroustrup: Création du C++, 2017

### Années 1922–1972
- 1922 Oliver Heaviside
- 1923 Charles Algernon Parsons
- 1924 Sebastian Ziani de Ferranti
- 1925 Joseph John Thomson
- 1926 Rookes Evelyn Bell Crompton
- 1927 Elihu Thomson
- 1928 John Ambrose Fleming
- 1929 Guido Semenza
- 1930 Ernest Rutherford
- 1931 Charles Hesterman Merz
- 1932 Oliver Lodge
- 1933 - pas de médaille
- 1934 Frank Edward Smith
- 1935 Frank Baldwin Jewett
- 1936  William Henry Bragg
- 1937 André Blondel
- 1938 John Francis Cleverton Snell
- 1939 William David Coolidge
- 1940 Alexander Russell
- 1941 Arthur Percy Morris Fleming
- 1942 Pyotr Kapitsa
- 1943 Archibald Page
- 1944 Irving Langmuir
- 1945 Clifford Copland Paterson
- 1946 Edward Victor Appleton
- 1947 Leonard Pearce
- 1948 Mark Oliphant
- 1949 Charles Samuel Franklin
- 1950 James Chadwick
- 1951 Thomas Eckersley
- 1952 Ernest Lawrence
- 1953 Arthur Stanley Angwin
- 1954 Isaac Shoenberg
- 1955 John Cockcroft
- 1956 George William Osborn Howe
- 1957 Waldemar Borgquist
- 1958 Gordon Radley
- 1959 Luigi Emanueli
- 1960 George Paget Thomson
- 1961 Julius Adams Stratton
- 1962 Basil Schonland
- 1963 Pierre Ailleret
- 1964 Joseph Ronald Mortlock
- 1965 Vladimir Zworykin
- 1966 John Ashworth Ratcliffe
- 1967 Harold Barlow
- 1968 Leslie Herbert Bedford
- 1969 Philip Sporn
- 1970 Charles William Oatley
- 1971 Martin Ryle
- 1972 Frederic Calland Williams

### Années 1973–2023
- 1973 Nevill Mott
- 1974 George Millington
- 1975 John Millar Meek
- 1976 Thomas Otten Paine
- 1977 John Bertram Adams
- 1978 Eric Friedlander
- 1979 Robert Noyce
- 1980 Eric Ash
- 1981 Maurice Wilkes
- 1982 Brian David Josephson
- 1983 William Alexander Gambling
- 1984 Alexander Lamb Cullen
- 1985 Charles Antony Richard Hoare
- 1986 Edwin Douglas Ramsay Shearman
- 1987 David Evan Naunton Davies
- 1988 Cyril Hilsum
- 1989 Charles Kuen Kao
- 1990 Peter Lawrenson
- 1991 Alan Rudge
- 1992 Laszlo Solymar
- 1993 Alistair MacFarlane
- 1994 John Parnaby
- 1995 John David Rhodes
- 1996 Stewart Crichton Miller
- 1997 John Edwin Midwinter
- 1998 Roger Needham
- 1999 Patrick Arthur McKeown
- 2000 J. Michael Brady
- 2001 Chris J. Harris
- 2002 Robin Saxby
- 2003 Richard Friend
- 2004 Peter Mitchell Grant
- 2005 Azim Premji
- 2006 John McCanny
- 2007 Steve Furber
- 2008 Josef Kittler
- 2009 Martin Nicholas Sweeting
- 2010 Donal Bradley
- 2011 Donald Knuth[4]
- 2012 Leonardo Chiariglione (en)
- 2013 Michael Pepper
- 2014 Christofer Toumazou (en)
- 2015 Kees A. Schouhamer Immink
- 2016 Andy Harter (en)
- 2017 Bjarne Stroustrup[5]
- 2018 - pas de médaille
- 2019 Peter Knight[6]
- 2020 Bashir Al-Hashimi[7]
- 2021 John Fleming
- 2023 Arogyaswami Paulraj